# Reattore nucleare veloce al sodio

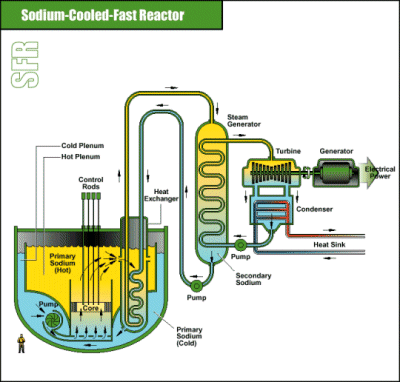
Schema di un reattore nucleare veloce refrigerato al sodio di IV Generazione.

Un reattore nucleare veloce refrigerato al sodio (in inglese: Sodium-Cooled Fast Reactor (SFR), in francese: Réacteur à neutrons rapides à caloporteur sodium (RNR-Na)) è una tipologia di reattore nucleare a fissione a neutroni veloci autofertilizzante che utilizza il sodio liquido come fluido refrigerante.

## Tecnologia
| Nome                   | Stadio | MW (elettrici) | MW (termici) | Operatività      |
| ---------------------- | ------ | -------------- | ------------ | ---------------- |
| USA                    |        |                |              |                  |
| EBR 2                  | E      | 20             | 62.5         | 1963-94          |
| Fermi 1                | E      | 66             | 200          | 1963-72          |
| SEFOR                  |        |                | 20           | 1969-72          |
| Fast Flux TF (Hanford) | E      |                | 400          | 1980-93          |
| UK                     |        |                |              |                  |
| Protoype FR (Dounreay) | D      | 270            | 650          | 1974-94          |
| Francia                |        |                |              |                  |
| Rapsodie               | E      |                | 40           | 1966-82          |
| Phénix                 | D      | 250            | 563          | 1973-2010        |
| Superphénix            | C      | 1240           | 3000         | 1985-98          |
| Germania               |        |                |              |                  |
| KNK 2 (Karlsruhe)      | E      | 21             | 58           | 1977-91          |
| India                  |        |                |              |                  |
| FBTR (Kalpakkam)       | E      |                | 40           | 1985-            |
| PFBR (Kalpakkam)       | D      | 500            | 1250         | in completamento |
| Giappone               |        |                |              |                  |
| Jōyō                   | E      |                | 140          | 1978-            |
| Monju                  | D      | 280            | 714          | 1994-96-2010     |
| Kazakistan             |        |                |              |                  |
| BN350                  | D      | 135            | 750          | 1972-99          |
| Russia                 |        |                |              |                  |
| BR 5 /10               | E      |                | 5/8          | 1959-71, 1973-   |
| BOR 60                 | E      | 12             | 55           | 1969-            |
| BN600                  | D      | 600            | 1470         | 1980-            |
| BN800                  | C      | 880            | 2000         | 2014-            |
| China                  |        |                |              |                  |
| CEFR                   | E      | 20             | 65           | 2010-            |

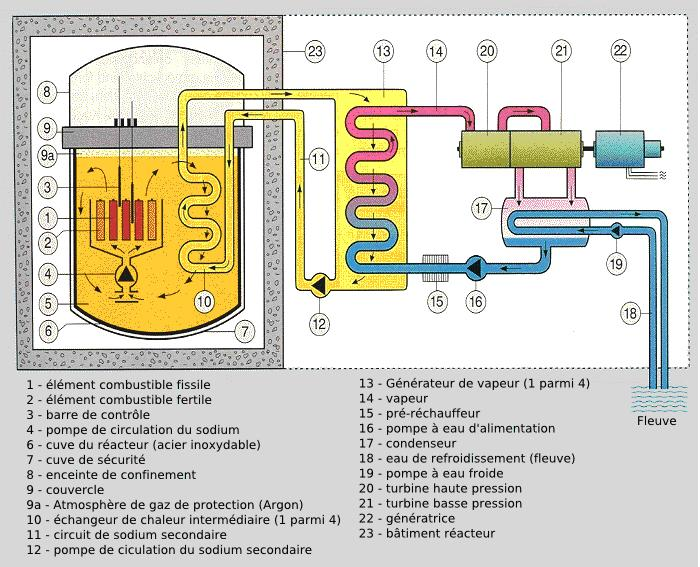
Schema del reattore nucleare Phénix.

Il reattore nucleare veloce refrigerato al sodio si basa su due progetti precedenti: il reattore nucleare veloce autofertilizzante (FBR) e il reattore nucleare veloce integrale (IFR). Esso è una variante del reattore nucleare a metallo liquido (in inglese Liquid Metal Cooled/Fast Reactor (LMFR)), nel reattore SFR il metallo refrigerante utilizzato è il sodio.
Generalmente i reattori veloci (FNR) sono anche autofertilizzanti (in inglese breeder), ovvero sono capaci di generare più combustibile di quanto ne consumino; anche se vi sono stati dei reattori veloci burner, ovvero che consumano (bruciano) il combustibile nucleare. Ad esempio, Phénix era veloce ed autofertilizzante, mentre White Sands Fast Burst Reactor era veloce e bruciatore.
Inoltre generalmente i reattori autofertilizzanti (breeder reactor) sono anche veloci (Fast breeder reactor - FBR) e utilizzano come combustibile nucleare l'uranio-238; ma possono essere anche termici (Thermal breeder reactor - TBR) e in questo caso utilizzano come combustibile nucleare il torio-232.
Il reattore nucleare veloce autofertilizzante (in inglese Fast Breeder Reactor - FBR) è una tipologia che, a seconda del fluido refrigerante può declinarsi in: "reattore nucleare veloce al sodio" (SFR), "reattore nucleare veloce a gas" (GFR) e "reattore nucleare veloce al piombo" (LFR).
Il reattore SFR è uno dei 6 reattori proposti dal Generation IV International Forum (GIF) per il reattore nucleare di IV generazione; insieme ai reattori veloci autofertilizzanti di tipo GFR e LFR, ai reattori veloci/termici di tipo SCWR e MSR e al reattore termico di tipo VHTR.
Nel quadro del GIF, lo sviluppo del reattore di IV generazione SFR è supportato da Cina (MOST), Euratom (JRC), Francia (CEA), Giappone (JAEA), Corea del Sud (MEST), Russia (Rosatom) e Stati Uniti (DOE).
TerraPower sta pianificando di costruire i suoi reattori in collaborazione con GE Hitachi, sotto il nome di Natrium (sodio in latino). Ad oggi è stato identificata la cittadina di Kemmerer, nel Wyoming (Stati Uniti) per il primo reattore dimostrativo che sarà operativo dal 2028 e dal costo di 4 miliardi di dollari

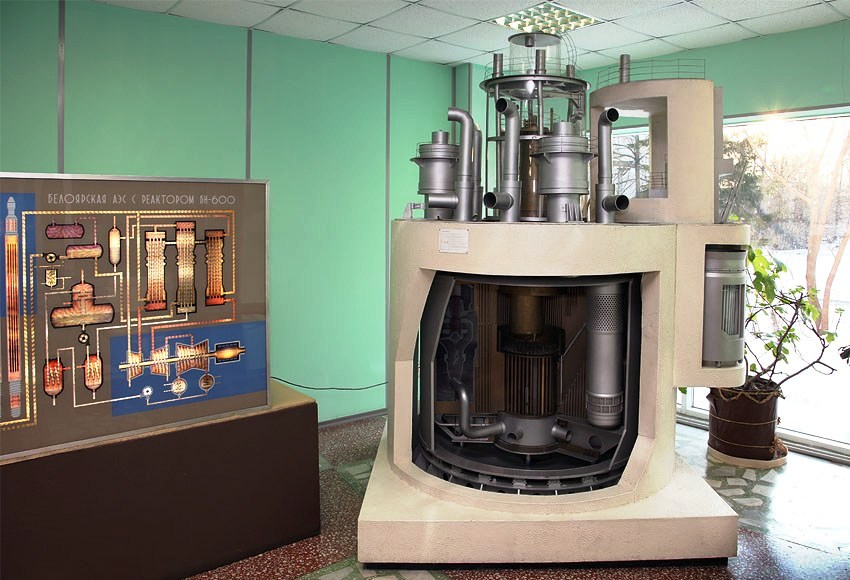
Spaccato del reattore nucleare BN-600.

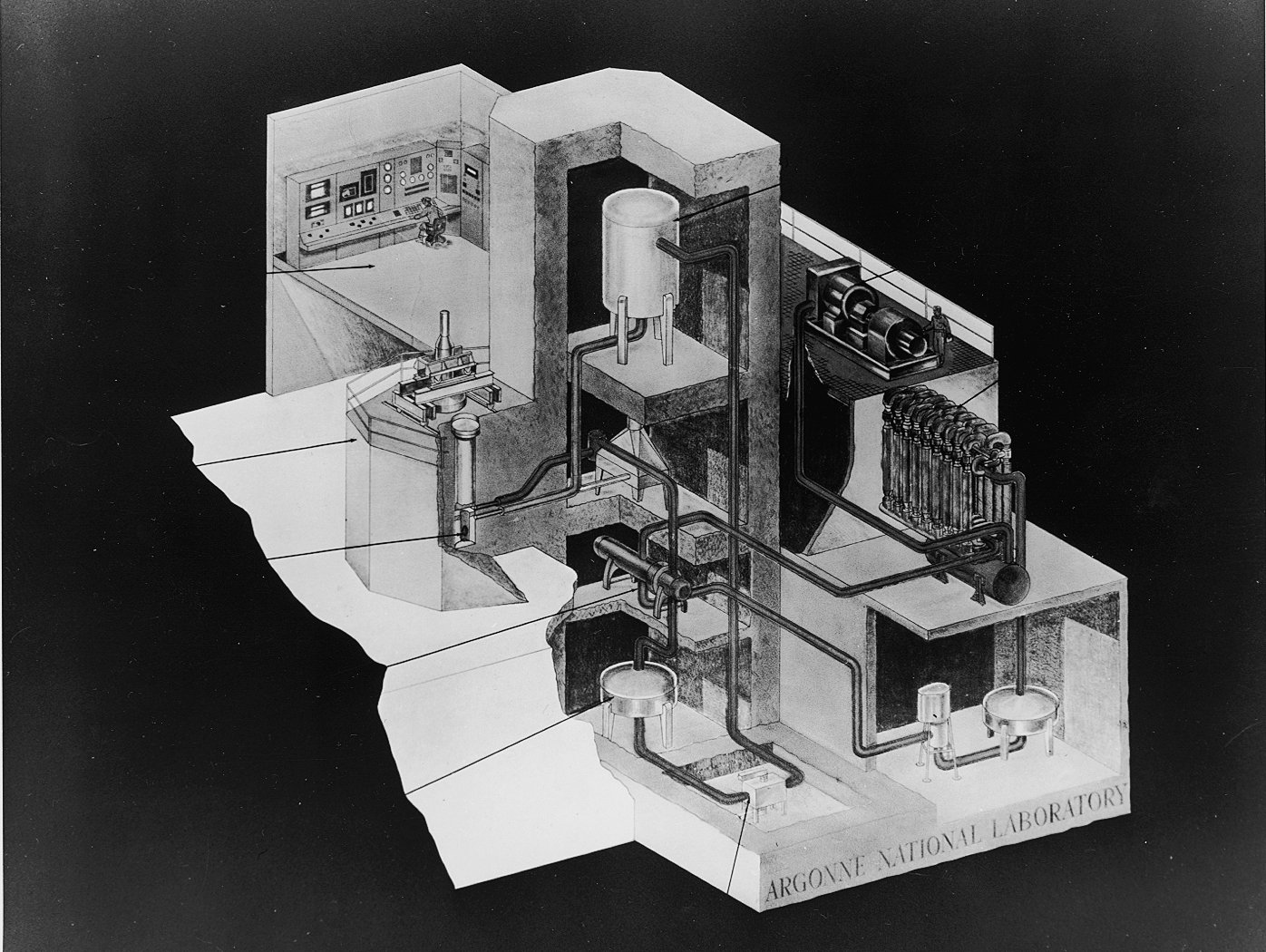
Spaccato del reattore nucleare EBR-I.

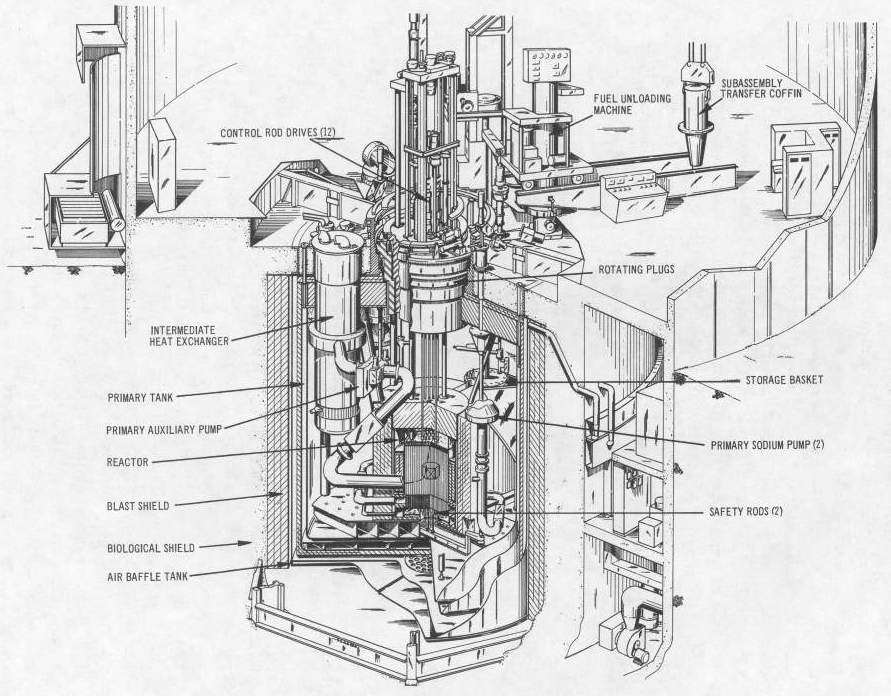
Spaccato del reattore nucleare EBR-II.